# Pelopia
Pelopia (in greco antico: Πελόπεια?, Pelópeia) è un personaggio della mitologia greca.

## Genealogia
Figlia di Tieste e seconda moglie di Atreo di Micene.
Fu madre di Egisto avuto da un rapporto incestuoso con il padre.

## Mitologia
Suo padre Tieste era in lotta con Atreo per il trono di Micene ma aveva anche una relazione con Erope, la moglie di Atreo. 

Il rivale, venuto a conoscenza dell'adulterio uccise i figli di Tieste, li cucinò e glieli porse da mangiare.
Solo Pelopia fu risparmiata poiché, divenuta sacerdotessa della dea Atena, si era recata nella città di Sicione dove regnava Tesproto. 
Un oracolo consigliò a Tieste che se avesse avuto un figlio da Pelopia (sua figlia), quel figlio in seguito avrebbe ucciso Atreo. Così quando Pelopia si recò sulla riva di un fiume per lavarsi i vestiti macchiati di sangue durante un rito sacrificale, Tieste, coprendosi il volto, la sorprese e la violentò. Ma dimenticò la spada che Pelopia tenne con sé.
In seguito Atreo non riconoscendo Pelopia le chiese la mano e seppe la verità. Pelopia partorì Egisto e lo espose.

Il bambino venne trovato dai pastori e nutrito con latte di capra prima di essere ritrovato da Atreo che lo tenne con sé e, una volta cresciuto, gli fu consegnata la spada di Tieste con l'incarico di ucciderlo. 

Tieste riconobbe la spada e chiese ad Egisto chi fosse. Egisto chiese alla madre chi fosse quell'uomo e seppe la verità. 
Pelopia ripresasi la spada si uccise. Egisto uccise Atreo e permise a Tieste di prendere il regno.

### Esegesi
Pelopia è il mezzo attraverso cui si realizza un momento della maledizione che fu inflitta da Mirtilo al suo avo Pelope e che stabilì che i suoi discendenti sarebbero stati coinvolti in una lunga e sanguinosa faida.